# Шарлама (водопад)
Шарлама — (от баш. Шарлама — водопад, поток) — водопад, находится на одноимённом ручье в Давлекановском районе республики Башкортостан, на территории Бугульминско-Белебеевской возвышенности.
Высота падения воды — 12 метров. В летнее время расход воды небольшой и водопад выглядит как небольшие струйки, стекающие по скале.
Расположен в четырёх километрах от озера Асликуль — самого крупного озера в Башкортостане. От водопада дорога идет вдоль ручья Шарлама и приходит к озеру, куда и впадает ручей.
Водопад Шарлама находится на территории природного парка.